# Waldemar Ruin
Waldemar Ruin, född den 25 juli 1857 i Suzdal, Ryssland, död den 10 mars 1938 i Helsingfors, var en finlandssvensk filosof och pedagog; professor i pedagogik och didaktik vid Helsingfors universitet 1888–1926; far till Hans Ruin, farfar till Olof Ruin.

## Biografi
Waldemar Ruin föddes i Suzdal, Ryssland, som son till överste Constantin Nikolai Ruin och Nathalia Sophia von Cronmann. Han gifte sig först med Flora Henrika Lignell, född Lindholm, och senare med Maria Hedberg, född Rossi.
Ruin avslutade sina studier vid Svenska Normalskolan 1876 och fortsatte vid Helsingfors universitet där han blev filosofie kandidat 1881 och filosofie licentiat 1886. Han blev docent i filosofi 1887 och professor i pedagogik och didaktik vid Helsingfors universitet 1888. Han tjänstgjorde som vice rektor 1911–1915 och rektor 1915–1920. Ruin blev hedersmedlem vid Rostocks universitet 1919.

## Verk
- Om lidelsen (1881)
- Kunskap och ideal : Ett bidrag till frågan om vetandets begränsning (1886)
- Om karaktärsbildningens didaktiska hjälpmedel (1887)
- Onnellisuus ja kasvatus (1905)
- Lifvets sömn (1907)
- Redogörelse för Alexanders-Universitetet i Finland under läseåren 1914–1917 (1917)
- Kulturen och tiden (1920)
- Redogörelse för Helsingfors universitet under läseåren 1917–1920 (1920)
- Riket i väntan (1935)
- Rehtorin puheet lukukausien avajaisissa vuosina 1915–1920 (1920)[3]